# 1948 v letectví
Tento článek obsahuje seznam událostí souvisejících s letectvím, které proběhly roku 1948.

## Události

### Leden
- 30. ledna – ve věku 76 let umírá Orville Wright

### Duben
- 25. dubna – North American YP-86 se stává prvním proudovým letounem prolamujícím rychlost zvuku

### Květen
- 28. května vzniká Izraelské vojenské letectvo, přeměnou z Šerut Avir, letecké složky Hagany.

### Červen
- 3. června – Mordechaj Alon, pilot 101. stíhací peruti, dosahuje prvních dvou vzdušných vítězství Izraelského letectva během obrany Tel Avivu proti náletu improvizovaných bombardérů C-47 Egyptského královského letectva. Jednalo se zároveň o první sestřely dosažené na stroji Avia S-199.
- 26. června – Začíná Berlínský letecký most. Letouny USAF, Royal Air Force a britské civilní transportní letouny dopravují zásoby do Západního Berlína

### Září
- 6. září – de Havilland DH.108 překonává jako první britské letadlo rychlost zvuku

## První lety
- Iljušin Il-20, prototyp sériově nevyráběného sovětského bitevního letounu
- Bell XH-15, americký prototyp vrtulníku

### Leden
- 8. ledna – Lavočkin La-174, prototyp stíhacího letounu La-15

### Únor
- 22. února – LWD Junak

### Březen
- 5. března – XF-87 Blackhawk
- 9. března – Gloster E.1/44
- 22. března – Lockheed T-33

### Květen
- 7. května – Tupolev Tu-78

### Červen
- 23. června – Arsenal VG 70

### Červenec
- 3. července – Douglas XAJ-1
- 8. července – Iljušin Il-28
- 16. července – Vickers Viscount

### Srpen
- 16. srpna – Northrop XF-89
- 23. srpna – XF-85 Goblin

### Září
- 1. září – Saab J-29R, první švédský proudový letoun
- 18. září – Convair XF-92
- 20. září – Mil Mi-1
- 29. září – F7U Cutlass

### Říjen
- 26. října – Gloster Meteor T7
- 28. října – McDonnell XF-88 Voodoo

### Prosinec
- 16. prosince – X-4 Bantam
- 29. prosince – Supermarine Type 510